# Henry Jenner
Henry Jenner (Cornualha, 8 de agosto de 1848 – Hayle, 8 de maio de 1934) foi um celtólogo britânico, ativista cultura córnico e o principal originador do reavivamento da língua córnica.

## Biografia
Jenner nasceu em St. Columb Major, na Cornualha, em 8 de agosto de 1848, filho de Henry Lascelles Jenner, posteriormente consagrado, mas não entronado, Bispo de Dunedin. Em 1869, tornou-se clérigo na Alta Corte, e, dois anos depois, foi nominado pelo Arcebispo da Cantuária para um posto no Departamento de Manuscritos Antigos no Museu Britânico, seu pai então sendo reitor de Wingham, em Kent. Casou-se com Kitty Lee Rawlings, escritora, em 1877.
Após trabalhar por mais de quarenta anos no Museu Britânico, em 1909 Jenner e sua esposa Kitty retiraram-se para Hayle, cidade natal de Kitty, em janeiro de 1912, foi Henry foi eleito bibliotecário da Biblioteca de Morrab, em Penzance, posto que manteve até 1927. Faleceu em 8 de maio de 1934 e está sepultado na Igreja de Santa Uny, em Lelant, perto de Hayle.

## Interesse pela língua córnica
Jenner começou a se interessar pela língua córnica ainda quando criança, vendo seu pai e um convidado conversando sobre a existência de uma antiga língua da Cornualha, ao que o jovem prontamente respondeu que, sendo ele um córnico, deveria esta ser sua língua. Seu interesse em línguas célticas permaneceu ativo conforme encontrava artigos sobre o córnico e o manês. Em 1877 descobriu, enquanto trabalhando no Museu Britânico, 42 linhas de uma peça teatral medieval  escrita no século XV.
Em 1903, foi feito bardo da Goursez Vreizh, associação de bardos bretã, tomando o nome de Gwas Myghal ("servo de Miguel"), e, com L.C.R. Duncombe-Jewell, fundou a primeira sociedade de língua córnica, Cowethas Kelto-Kernuak. No ano seguinte, publicou o clássico A Handbook of the Cornish Language, que inaugurou a revitalização da língua córnica, baseando-se na língua do oeste da Cornualha do século XVIII, apesar de seu pupilo Robert Morton Nance posteriormente direcionar a revitalização para o córnico medieval. 
Traduziu parte da bíblia (João 5:1–14) para córnico, publicando a tradução em 1918.
Em 2010, Michael Everson publicou uma nova edição chamada Henry Jenner's Handbook of the Cornish Language, complementada com o Alfabeto Fonético Internacional e algumas dissertações de Jenner.